# Wangjing Dao
Wangjing Dao (chinesisch 丹鳳島) ist eine 0,5 km² große Insel vor der Ingrid-Christensen-Küste des ostantarktischen Prinzessin-Elisabeth-Lands. Sie liegt etwa 600 m nördlich der chinesischen Zhongshan-Station.
Chinesische Wissenschaftler benannten sie im Jahr 1989 nach Wangjing, einem Stadtteil von Peking, da die Verlängerung einer Verbindungslinie zwischen der Zhongshan-Station und der Insel bis dorthin reicht.